# بتسی ژولاس

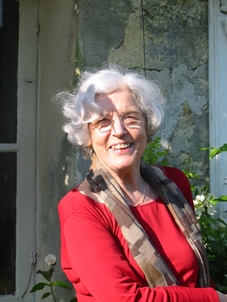
بتسی ژولاس

بتسی ژولاس (به فرانسوی: Betsy Jolas) آهنگساز فرانسوی در ۵ اوت ۱۹۲۶ در پاریس زاده شد.
او از شاگردان داریوس میو و الیویه مسیان در دهه چهل میلادی بود و از سال ۱۹۹۵ عضو آکادمی دانش و هنر آمریکا می‌باشد همچنین آثار او برنده جایزه‌های بسیار زیادی در سراسر جهان بوده‌اند.

## شنیدن آثار
- youtube